# Ruhe vor dem Sturm (Georg-Danzer-Album)
Ruhe vor dem Sturm ist der Titel eines Konzeptalbums des österreichischen Liedermachers Georg Danzer. Es ist seine kommerziell erfolgreichste Veröffentlichung. In Deutschland wurden 250.000 Einheiten von Langspielplatten abgesetzt.

## Konzept
In Ruhe vor dem Sturm schildert Danzer eine Erzählung vom Heranwachsen eines Jugendlichen. Zu Beginn wird die frühe Kindheit der erzählenden Person erläutert. Im Lied Fieber geht es um die Einsamkeit in der Kindheit und den Mangel von Zuneigung seitens der Eltern.
Das zweite Stück Schule behandelt – wie der Name sagt – die Schulzeit. Der Erzähler wirkt desinteressiert am Unterricht und erkennt weitgehend nur Nebensächliches. Im letzten Teil des Liedes heißt es „ned für d'Schui, fürs Leben lernen wir“. Dieser Satz bildet den Anschluss auf das nächste Lied Bist’ was dann hast’ was, in dem sich der Erzähler Gedanken um seine berufliche Zukunft, aber gleichzeitig um die Vorstellungen seiner (Groß-)Eltern macht.
Der nächste Abschnitt behandelt den Zorn des Erzählers über eine Frau namens Monika. Er will zur Linderung seines Schmerzes Schlaftabletten nehmen und verabschiedet sich persönlich von der Welt (Monika). Später erinnert sich der Protagonist an die schönen Seiten seines Lebens, nachdem er sich zum Weiterleben entschlossen hat (Griechenland).
Im nächsten Lied wird die Stimmung vor einem Aufstand – die Ruhe vor dem Sturm geschildert. Laut Songtext wächst der Hass auf den Kaiser, eine Anspielung auf Diktatoren und Unterdrückung. Der Aufstand wird im Keim erstickt und somit verhindert.
Frieden kritisiert aus der Sicht des Erzählers den zur damaligen Zeit geführten Kalten Krieg und fordert gleichzeitig einen Waffenstillstand.
Zum Abschluss beteuert der Erzähler sein Recht auf Freiheit im zukünftigen Leben. Er hat einen Traum, in dem er sich zuerst auf einem lecken Schiff befindet und darauf auf einem Vulkan, der in Kürze ausbrechen soll. Schließlich wacht der Erzähler auf, fühlt sich zuerst verängstigt, dann aber weint er vor Glück und seine Angst scheint verschwunden zu sein (Mein Leben, Traum).
Das Album endet mit einem von Danzer gesprochenen Satz, der schon zu Beginn – dort allerdings von einer Kinderstimme gesprochen – zu hören ist: „Ich hab’ gemeint da draußen ein ganz großes Licht.“

## Titelliste
1. Fieber – 6:18
2. Schule – 2:27
3. Bist was, dann hast was – 3:40
4. Monika – 3:17
5. Griechenland – 4:57
6. Ruhe vor dem Sturm – 3:56
7. Frieden – 4:45
8. Mein Leben – 6:30
9. Traum – 2:43

## Chartplatzierungen
| Jahr | Album              | D  | AT |
| ---- | ------------------ | -- | -- |
| 1981 | Ruhe vor dem Sturm | 15 | 8  |